# José del Ramo
del Ramo  Núñez est un nom espagnol. Le premier nom de famille, en général paternel, est del Ramo ; le second, en général maternel, souvent omis, est Núñez.
José del Ramo Núñez, né le 28 mai 1960 à Ontur, est un coureur cycliste espagnol. Il évolue au niveau professionnel durant les années 1980.

## Biographie
Chez les amateurs, José del Ramo remporte notamment la Subida a Gorla ainsi que le Gran Premi Vila-real en 1983. Il passe ensuite professionnel en 1984 et le reste jusqu'en 1988. Durant cette période, il participe au Tour de France en 1985. Il s'impose également sur une étape du Tour des vallées minières en 1986. La même année, il se classe troisième d'une étape du Tour d'Espagne.
Une fois sa carrière sportive terminée, il fonde la société de casques de vélo Catlike à Yecla. Cette entreprise est toujours active,.

## Palmarès

### Palmarès amateur
- 1983
  - Subida a Gorla
  - Gran Premi Vila-real
  - 2e de la Volta da Ascension

### Palmarès professionnel
- 1986
  - 2eb étape du Tour des vallées minières

## Résultats sur les grands tours

### Tour de France
1 participation
- 1985 : 125e

### Tour d'Espagne
4 participations 
- 1984 : 62e
- 1986 : 72e
- 1987 : hors délais (7e étape)
- 1988 : abandon (13e étape)